# Under the Sea: A Descendants Short Story
Under the Sea: A Descendants Short Story è un cortometraggio correlato alla saga Disney "Descendants".
A un mese di distanza dalla fine delle riprese di Descendants 3, Disney Channel annuncia il 10 agosto 2018, durante la prima TV di Freaky Friday, uno special TV di 10 minuti sotto forma di cortometraggio e va a collocarsi tra il secondo e il terzo capitolo. Il corto, dal titolo Under the Sea: A Descendants Short Story, vede Mal e Uma incontrarsi in un epico scontro nelle profondità degli abissi. Lo special TV include una cover della canzone Stronger di Kelly Clarkson, cantata da Dove Cameron e China Anne McClain.

## Trama
Mal sta parlando con Geffy, la figlia di Genoveffa. Quest'ultima, avendo al collo il ciondolo di Uma, viene controllata dalla figlia di Ursula che, insieme ai suoi scagnozzi Harry Uncino e Gil, dichiara a Mal l'arrivo di una guerra.

## Trasmissione
Il cortometraggio è andato in onda negli Stati Uniti il 28 settembre 2018 su Disney Channel. In Italia è strato trasmesso il 31 ottobre 2018 su Disney Channel

## Interpreti e personaggi
- Dove Cameron interpreta Mal, figlia di Malefica
- China Anne McClain interpreta Uma, figlia di Ursula
- Thomas Doherty interpreta Harry Hook, figlio di Capitan Uncino
- Dylan Playfair interpreta Gil, figlio di Gaston
- Anna Cathcart interpreta Geffy Tremaine, figlia di Genoveffa Tremaine e nipote di Lady Tremaine.